# Batawa

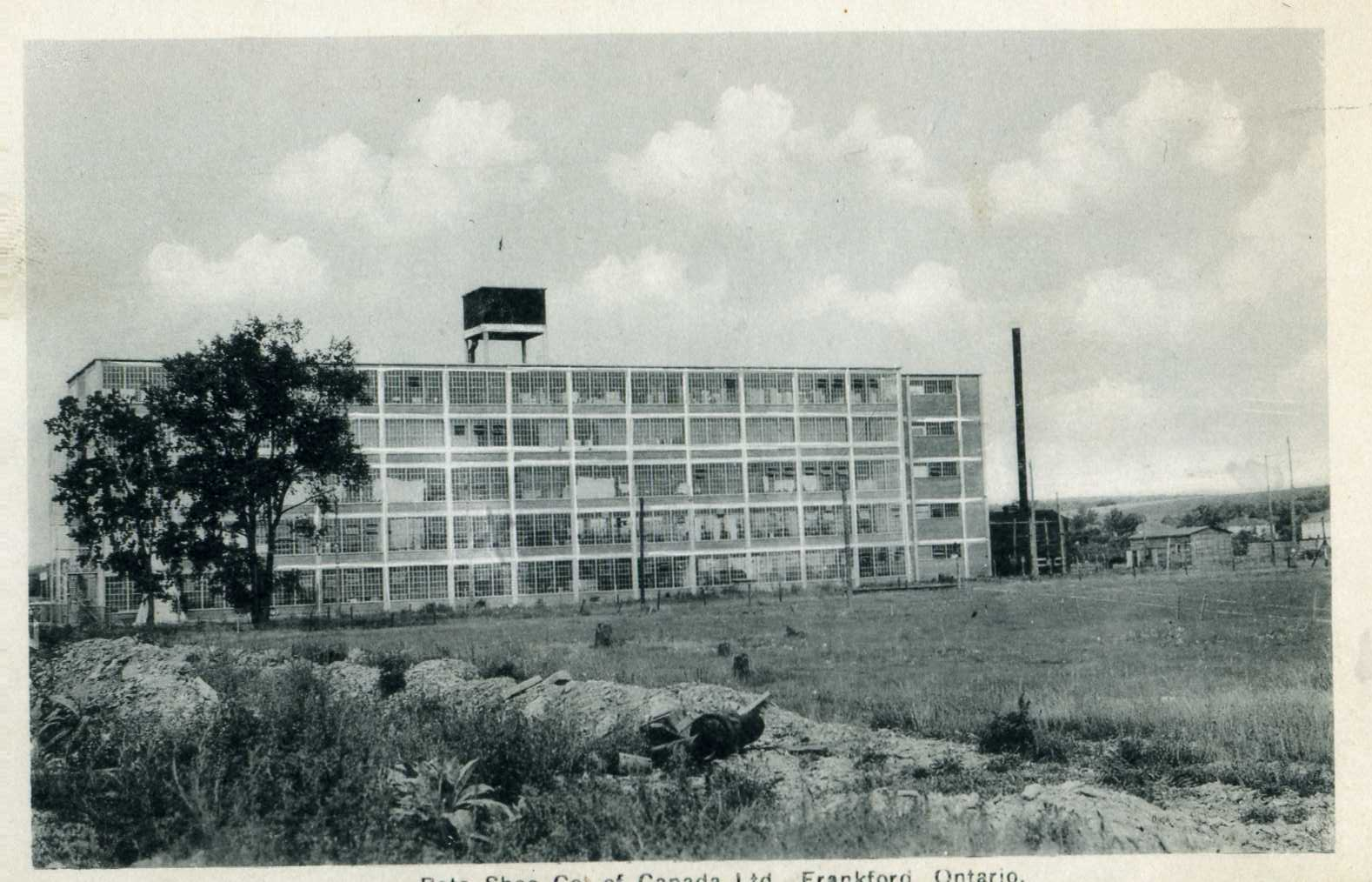
Tovární budova v Batawě

Batawa je osada tvořící součást města Quinte West v Kanadě, kterou založil nedlouho před druhou světovou válkou koncern Baťa.
V létě 1938 bylo rozhodnuto, že koncern nezaloží nevelký závod v Belgii, jak se původně plánovalo, ale v Kanadě, která se jevila jako vhodnější než průmyslově vyspělé Spojené státy. Na poradě vedení koncernu kolem Vánoc 1938 byla s ohledem na události po Mnichovu zvažována varianta ztráty Zlína, a proto bylo rozhodnuto, že se továrna v kanadské Batawě stane možnou alternativou Zlína jako ústředí koncernu. Tomáš Jan Baťa poté zlínskou centrálu opouštěl se seznamem zahraničních společností firmy Baťa, ze kterých se po válce zrodila Bata Shoe Organization.
Osada Batawa vznikla na řece Trent necelých deset kilometrů (šest mil) od města Trenton. Povolení k zahájení výroby v tamější továrně bylo vydáno počátkem července 1939. Za druhé světové války byl výrobní program závodu přizpůsoben potřebám kanadské armády. V roce 1989 zde bylo zaměstnáno 1,5 tisíce zaměstnanců ve výrobě obuvi a dalších 380 v inženýrské divizi. V roce 1999 byla obuvnická výroba ukončena.